# کارل بورش
کارل بورش (انگلیسی: Karl Buresch; زاده ۱۲ اکتبر ۱۸۷۸ – درگذشته ۱۶ سپتامبر ۱۹۳۶) یک سیاست‌مدار اهل اتریش بود.